# Diocesi di Dumio
La diocesi di Dumio (in latino: Dioecesis Dumiensis) è una sede soppressa e sede titolare della Chiesa cattolica.

## Storia
La diocesi di Dumio sorgeva nell'attuale città portoghese di Dume, poco distante da Braga, nel nord del Portogallo.
Uno dei suoi principali vescovi fu san Martino di Braga il quale nel 558 riuscì ad ottenere la sede vescovile di Dumio, durante il regno di Carriarico in Galizia, proprio nel monastero che aveva fondato nella città di Dumio. Per lui fu quello il punto di partenza per l'evangelizzazione della regione.
Con la caduta della monarchia visigota e l'avvento nella penisola iberica degli Arabi, la città di Dumio iniziò il suo lento declino. La popolazione, con il vescovo, fuggì verso il nord della penisola, nell'attuale Galizia spagnola, trovando rifugio nella località chiamata Mendunieto, sul luogo del quale oggi sorge la basilica che, in onore del fondatore della sede di Dumio, è chiamata San Martín de Mondoñedo.
Nel 1152 venne unita alla diocesi di Mondoñedo.
Dal 1972 Dumio è annoverata tra le sedi vescovili titolari della Chiesa cattolica; dal 7 ottobre 2022 il vescovo titolare è Delfim Jorge Esteves Gomes, vescovo ausiliare di Braga.

## Cronotassi

### Vescovi
- San Martino di Braga † (556 - 579)
- Giovanni † (menzionato nel 589)
- Beniamino † (menzionato nel 610)
- Germano † (menzionato nel 633)
- Recimiro † (prima del 646 - dopo il 653)
- San Fruttuoso † (menzionato nel 656)
- Leodigisio † (675)
- Liuva † (prima del 681 - dopo il 684)
- Vincenzo † (menzionato nel 688)
- Felice † (prima del 693 - 716)
- Rosendo († prima dell'867 - dopo il 907)[1]
- Sabarico † (907 - 925/926)
- San Rosendo † (927 - 951)
- Teodomiro † (prima del 967 - dopo il 974)
- Hermentário o Armentário † (prima del 985 - dopo il 1012)
- Soeiro I † (prima del 1015 - dopo il 1022)
- Nuno † (prima del 1025 - dopo il 1027)
- Alvito †(prima del 1042 - dopo il 1062)
- Soeiro II † (1058 - 1064)
- Gonçalo † (1071 - 1111?)

### Vescovi titolari
- Manuel Ferreira Cabral † (21 ottobre 1972 - 12 dicembre 1981 deceduto)
- Carlos Francisco Martins Pinheiro † (16 febbraio 1985 - 4 giugno 2010 deceduto)
- Crispín Ojeda Márquez (4 giugno 2011 - 27 luglio 2018 nominato vescovo di Tehuantepec)
- Timoteo Solórzano Rojas, M.S.C. (6 novembre 2018 - 18 giugno 2022 nominato vescovo di Tarma)
- Delfim Jorge Esteves Gomes, dal 7 ottobre 2022